# Česko-tchajwanské vztahy
Česko-tchajwanské vztahy jsou vztahy mezi Českou republikou a Čínskou republikou, neboli Tchaj-wanem.

## Historie

### Vztahy s Prahou

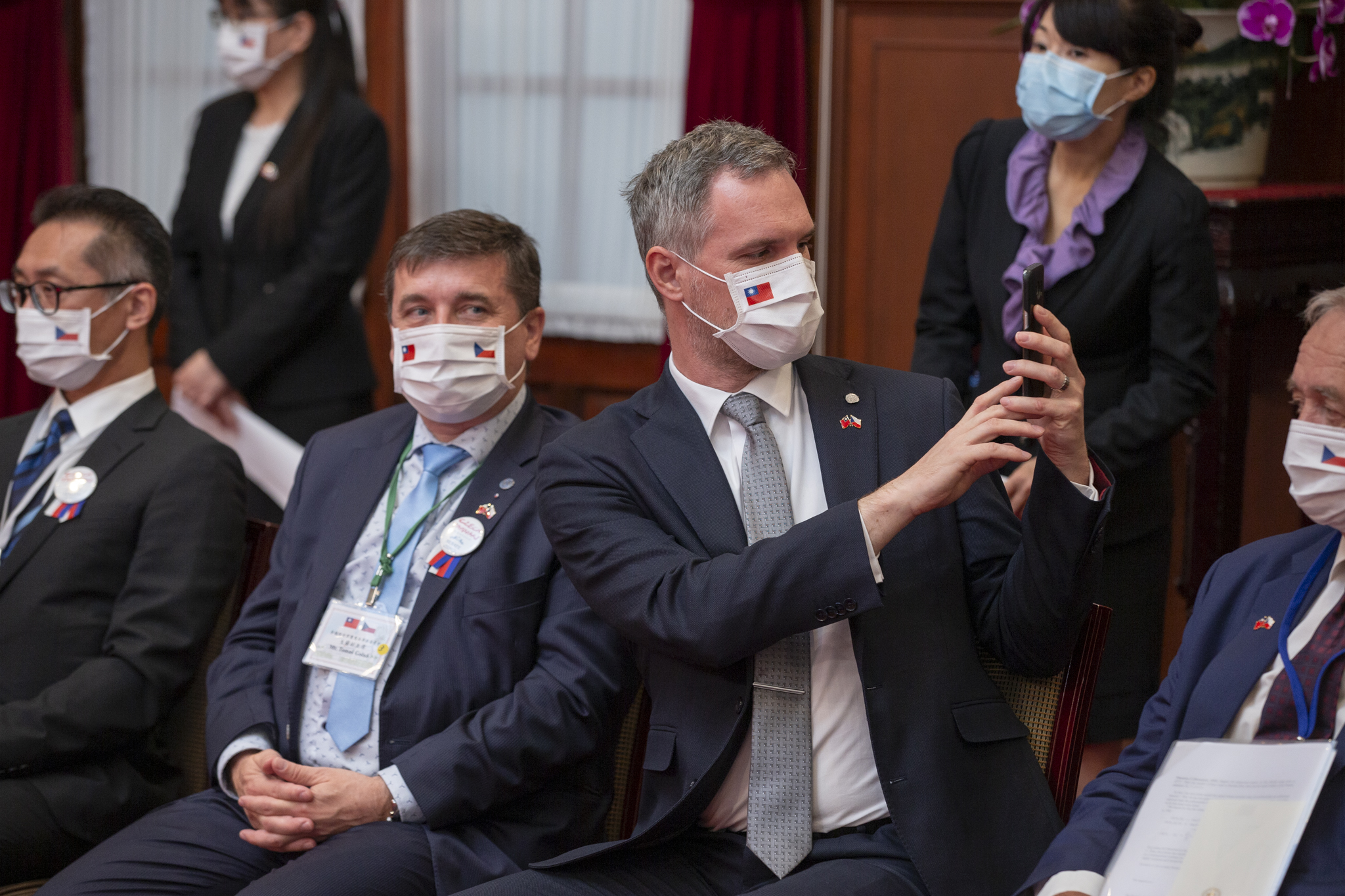
Pražský primátor Zdeněk Hřib během oficiální návštěvy Tchaj-wanu v roce 2020

Praha a hlavní město Tchaj-wanu, Tchaj-pej podepsaly partnerskou smlouvu v lednu 2020, což odsouhlasilo Zastupitelstvo hl. m. Prahy na podzim 2019. Smlouva měla přinést hlubší ekonomickou, kulturní a obchodní spolupráci. Tehdejší pražský primátor Zdeněk Hřib uvedl, že obě města spojuje zájem o využití moderních technologií v řešení městských problémů nebo úcta k lidským právům a demokracii. Partnerství mělo být stvrzeno také pořízením nového zvířete pro pražskou zoo, a to luskouna z tchajpejské zahrady.

### Oficiální česká návštěva 2020

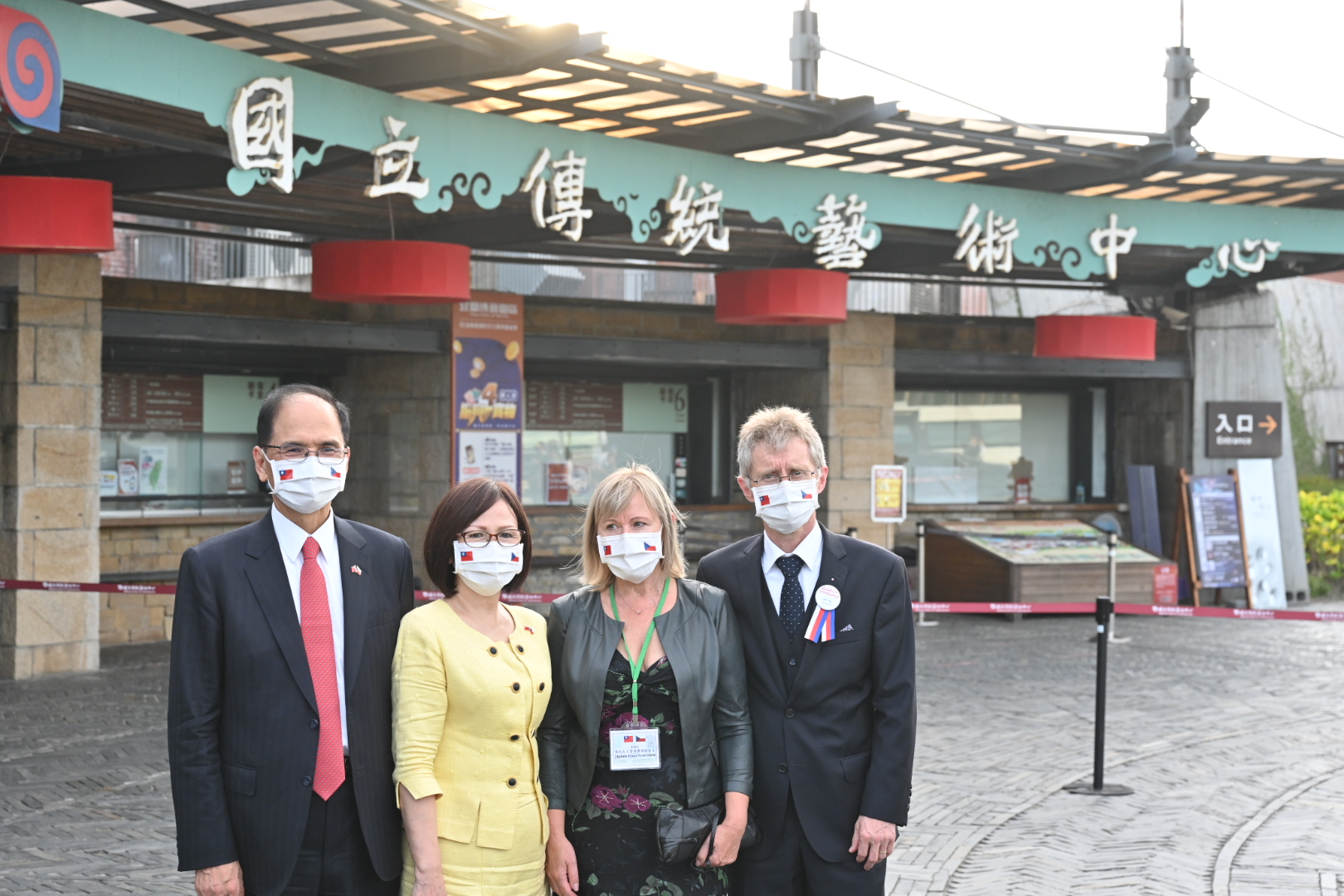
Oficiální česká návštěva v Čínské republice 2020: Zleva předseda tchajwanského legislativního dvoru Jou Si-kchun, jeho manželka Jang Pchao-jü, Ivana Vystrčilová a vpravo předseda Senátu Miloš Vystrčil

V září 2020 zavítala na Tchaj-wan oficiální česká návštěva v čele s předsedou Senátu Milošem Vystrčilem. Účastnil se také například pražský primátor Zdeněk Hřib. Tento diplomatický krok vyvolal mezinárodní pozornost a také kritiku ze strany Čínské lidové republiky, která má dlouhodobě s Čínskou republikou špatné vztahy. Čínský (ČLR) ministr zahraničních věcí Wang I cestu české delegace na Tchaj-wan označil za „zradu“ a prohlásil, že Vystrčil „bude platit vysokou cenu za své krátkozraké chování a politický oportunismus“. Návštěva podpořila spolupráci tchajwanských a českých firem i vědeckých institucí.
Podle průzkumu agentury Median z roku 2020 se 67 procent Čechů vyslovilo pro další zlepšování vztahů s Tchaj-wanem.
V roce 2021 daroval Tchaj-wan českým obcím, které postihlo tornádo na Břeclavsku a Hodonínsku, celkem 6,5 milionů korun.

## Obchodní vztahy
V žebříčku největších obchodních partnerů Česka v roce 2019 (objem vývozu a dovozu) se Tchaj-wan umístil na 32. místě. Objem vývozu a dovozu byl přibližně 32 miliard korun, v tom necelých 6 miliard tvořil český vývoz na Tchaj-wan.
Do roku 2019 v Česku tchajwanské firmy investovaly téměř 800 milionů dolarů (19 miliard korun) a vytvořily 24 tisíc pracovních míst. Společnost Foxconn CZ patří mezi vůbec největší exportéry z Česka. České firmy naopak na ostrovním státě Tchaj-wan realizují jen menší investice.

## Turismus
Do Česka před pandemií covidu-19 v roce 2020 ročně přiletělo z Tchaj-wanu přibližně 200 tisíc turistů. Od 18. července 2023 bylo zavedeno přímé letecké spojení mezi Prahou a Tchaj-pejí provozované leteckou společností China Airlines. Na ostrovní stát se tak dá přímo letecky dopravit za přibližně 12 hodin a 30 minut. 